# Klaus Zillich

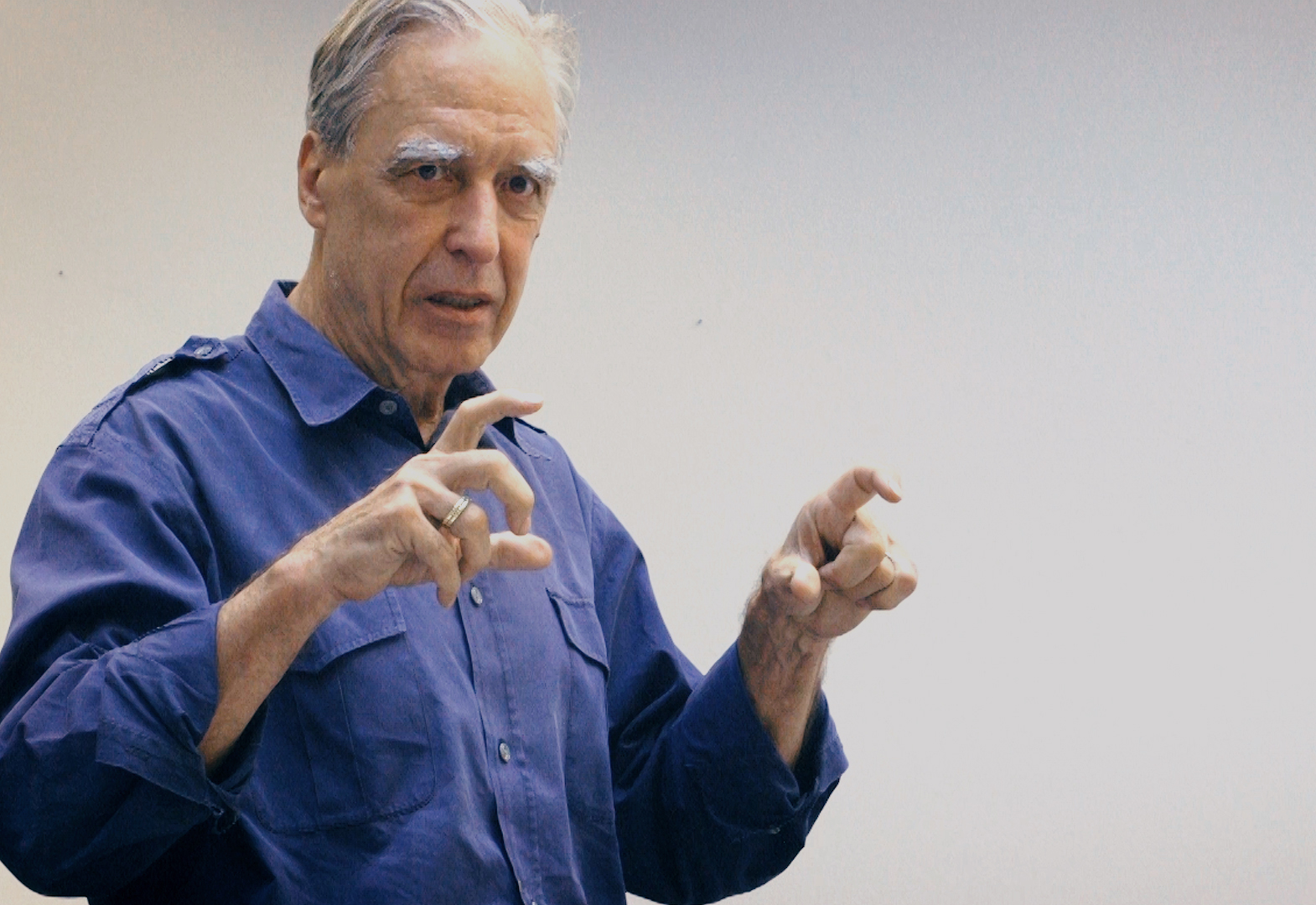
Klaus Zillich, 2018

Klaus Zillich, auch Clod Zillich (* 1942 in Halle (Saale)) ist ein deutscher Architekt, Landschaftsarchitekt, Stadtplaner und emeritierter Hochschullehrer.

## Leben
Klaus Zillich studierte von 1960 bis 1965 Architektur in Hannover und anschließend bei Candilis-Josic-Woods in Paris. Ende der 1960er-Jahre schloss er sein Studium an der TU Berlin bei Oswald Mathias Ungers ab.
Mit seinem Büropartner Jasper Halfmann und später Wolfgang Engel, schuf Zillich Bauten verschiedener Maßstäbe – vom Kindergarten bis zur Großsiedlung im Süden Berlins. Ihre Arbeit entstand u. a. im Kontext des Berliner Stadterneuerungs-Diskurses, teilweise auch der Internationale Bauausstellung 1987. Die Bauten zeichnen sich oft durch starke Expressivität aus und sind stets als eine Antwort auf den spezifischen Kontext eines Ortes zu lesen. Bei vielen Bauten prägen zudem klimatische und ökologische Überlegungen den Entwurf.
An der TU Berlin leitete er das Fachgebiet Entwerfen, Stadtteilplanung und Stadterneuerung.

### Bauten (Auswahl)
- Freiraumplanung: Wohnanlage Ritterstraße-Nord, Alte Jakobstraße / Feilnerstraße / Lindenstraße / Oranienstraße / Ritterstraße, 1983, mit Jasper Halfmann
- Kosmologischer Park, Britzer Garten Berlin, 1985, mit Jasper Halfmann und Jürgen Zilling
- Kindertagesstätte, Lindauer Allee, Berlin, 1989
- Stresemann Mews, Block 19, Wilhelmstraße 131/136–139, Stresemannstraße 38/42–46, 1990, mit Jasper Halfmann
- Kindertagesstätte im Stadthausquartier, Lützowstraße 40–42, 1992, mit Jasper Halfmann
- Parksiedlung Spruch, Berlin-Neukölln, 1996, mit Jasper Halfmann[2]Parksiedlung Spruch

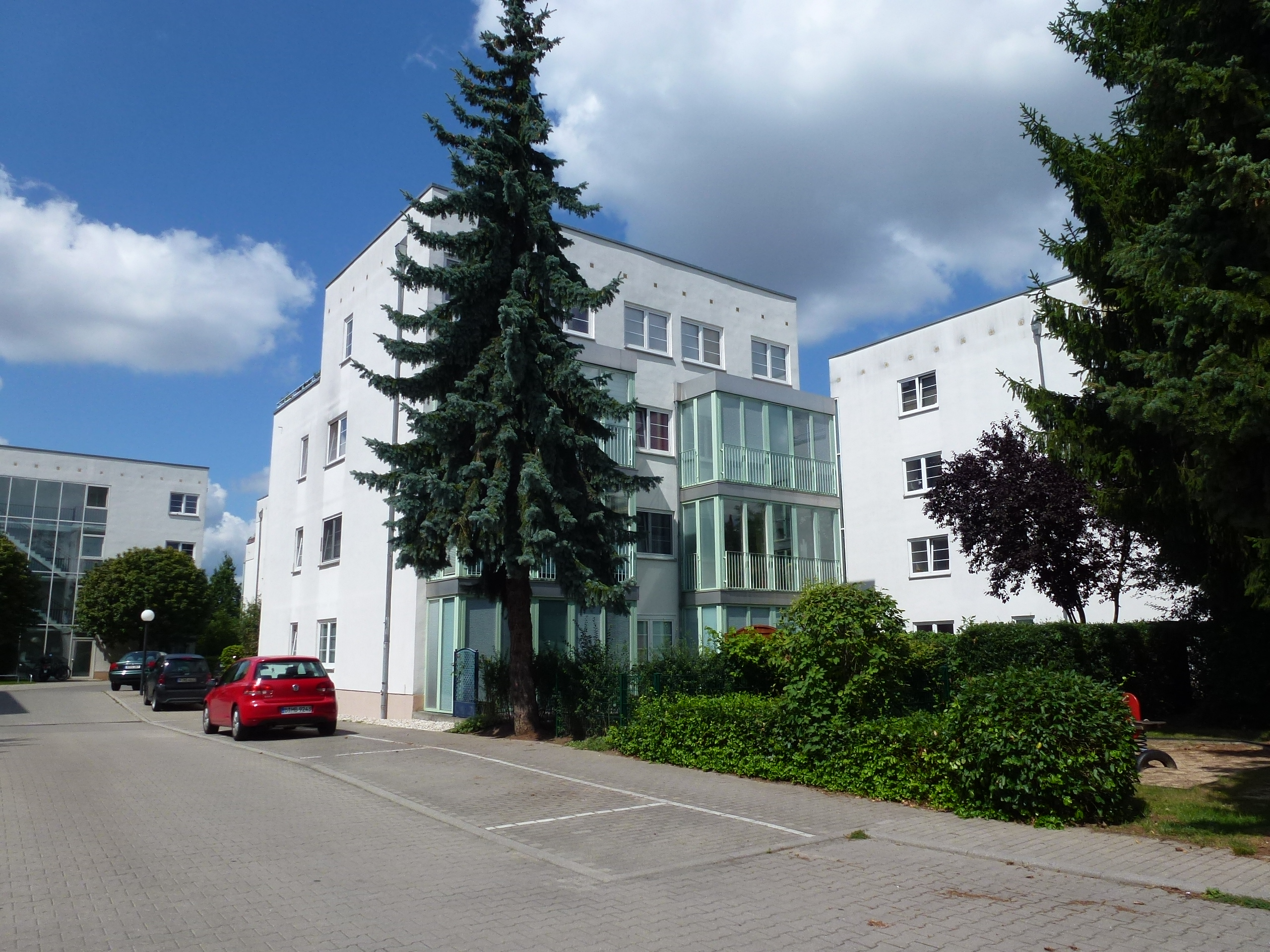
Parksiedlung Spruch

### Publikationen (Auswahl)
- Jasper Halfmann, Clod Zillich: Projekte 76-82. Aedes Galerie für Architektur und Raum, Berlin 1982.
- Jasper Halfmann, Klaus Zillich: Kindertagesstätte Lützowstraße, Berlin Tiergarten. Aedes Galerie für Architektur und Raum, Berlin 1993.